# Deens voetbalelftal in 1986
Het Deens voetbalelftal speelde twaalf officiële interlands in het jaar 1986, waaronder vier duels bij het WK voetbal 1986 in Mexico. Voor het eerst in de geschiedenis hadden de Denen zich weten te plaatsen voor de WK-eindronde. De selectie stond onder leiding van de Duitse bondscoach Sepp Piontek.

## Balans
| Wedstrijden | Wedstrijden | Wedstrijden | Wedstrijden | Doelpunten | Doelpunten | Doelpunten | Punten |
| Gespeeld    | Winst       | Gelijk      | Verlies     | Voor       | Tegen      | Saldo      | Punten |
| ----------- | ----------- | ----------- | ----------- | ---------- | ---------- | ---------- | ------ |
| 12          | 6           | 2           | 4           | 14         | 13         | +1         | 1.167  |

## Interlands
|                                                     |                   |       |                          |                                                                                 |
| 26 maart Vriendschappelijk № 485 «onderlinge duels» | Noord-Ierland     | 1 – 1 | Denemarken               | Windsor Park, Belfast Toeschouwers: 20.000 Scheidsrechter: Rodger Gifford (WAL) |
| 26 maart Vriendschappelijk № 485 «onderlinge duels» | Alan McDonald 38' |       | 79' Flemming Christensen | Windsor Park, Belfast Toeschouwers: 20.000 Scheidsrechter: Rodger Gifford (WAL) |

|                                                    |                                                          |       |            |                                                                                         |
| 9 april Vriendschappelijk № 486 «onderlinge duels» | Bulgarije                                                | 3 – 0 | Denemarken | Vasil Levski Stadion, Sofia Toeschouwers: 48.500 Scheidsrechter: Erik Fredriksson (SWE) |
| 9 april Vriendschappelijk № 486 «onderlinge duels» | Nasko Sirakov 64' Nasko Sirakov 77' Boycho Velichkov 87' |       |            | Vasil Levski Stadion, Sofia Toeschouwers: 48.500 Scheidsrechter: Erik Fredriksson (SWE) |

|                                                   |                             |       |            |                                                                            |
| 13 mei Vriendschappelijk № 487 «onderlinge duels» | Noorwegen                   | 1 – 0 | Denemarken | Ullevaal Stadion, Oslo Toeschouwers: 11.730 Scheidsrechter: Eero Aho (FIN) |
| 13 mei Vriendschappelijk № 487 «onderlinge duels» | Hallvar Thoresen 51' (pen.) |       |            | Ullevaal Stadion, Oslo Toeschouwers: 11.730 Scheidsrechter: Eero Aho (FIN) |

|                                                   |                          |       |       |                                                                                  |
| 16 mei Vriendschappelijk № 488 «onderlinge duels» | Denemarken               | 1 – 0 | Polen | Idrætsparken, Kopenhagen Toeschouwers: 44.300 Scheidsrechter: Ulf Eriksson (SWE) |
| 16 mei Vriendschappelijk № 488 «onderlinge duels» | Preben Elkjær Larsen 61' |       |       | Idrætsparken, Kopenhagen Toeschouwers: 44.300 Scheidsrechter: Ulf Eriksson (SWE) |

| WK voetbal 1986 |
| --------------- |

|                                                      |                          |       |           |                                                                                         |
| 4 juni WK-eindronde Groep E № 489 «onderlinge duels» | Denemarken               | 1 – 0 | Schotland | Estadio Neza 86, Nezahualcóyotl Toeschouwers: 18.000 Scheidsrechter: Lajos Németh (HUN) |
| 4 juni WK-eindronde Groep E № 489 «onderlinge duels» | Preben Elkjær Larsen 57' |       |           | Estadio Neza 86, Nezahualcóyotl Toeschouwers: 18.000 Scheidsrechter: Lajos Németh (HUN) |

|                                                                | |       |                             |                                                                                            |
| 8 juni WK-eindronde Groep E № 490 «onderlinge duels» 16:00 uur | Denemarken | 6 – 1 | Uruguay                     | Estadio Neza 86, Nezahualcóyotl Toeschouwers: 26.500 Scheidsrechter: Antonio Márquez (MEX) |
| 8 juni WK-eindronde Groep E № 490 «onderlinge duels» 16:00 uur | Preben Elkjær Larsen 11' Søren Lerby 41' Michael Laudrup 52' Preben Elkjær Larsen 67' Preben Elkjær Larsen 80' Jesper Olsen 88' |       | 45' (pen.) Enzo Francescoli | Estadio Neza 86, Nezahualcóyotl Toeschouwers: 26.500 Scheidsrechter: Antonio Márquez (MEX) |

|                                                       |                                          |       |                |                                                                                         |
| 13 juni WK-eindronde Groep E № 491 «onderlinge duels» | Denemarken                               | 2 – 0 | West-Duitsland | Estadio Corregidora, Querétaro Toeschouwers: 28.500 Scheidsrechter: Alexis Ponnet (BEL) |
| 13 juni WK-eindronde Groep E № 491 «onderlinge duels» | Jesper Olsen 44' (pen.) John Eriksen 63' |       |                | Estadio Corregidora, Querétaro Toeschouwers: 28.500 Scheidsrechter: Alexis Ponnet (BEL) |

|                                                              |                         |       | |                                                                                      |
| 18 juni WK-eindronde Achtste finale № 492 «onderlinge duels» | Denemarken              | 1 – 5 | Spanje | Estadio Corregidora, Querétaro Toeschouwers: 38.500 Scheidsrechter: Jan Keizer (NED) |
| 18 juni WK-eindronde Achtste finale № 492 «onderlinge duels» | Jesper Olsen 32' (pen.) |       | 43' Emilio Butragueño 57' Emilio Butragueño 69' (pen.) Andoni Goikoetxea 79' Emilio Butragueño 89' Emilio Butragueño | Estadio Corregidora, Querétaro Toeschouwers: 38.500 Scheidsrechter: Jan Keizer (NED) |

|  |  |  |  |  |  |  |  |  |

|                                                         |                                |                  |            |                                                                                   |
| 10 september Vriendschappelijk № 493 «onderlinge duels» | Duitse Democratische Republiek | 0 – 1            | Denemarken | Zentralstadion, Leipzig Toeschouwers: 30.000 Scheidsrechter: Lajos Hartmann (HUN) |
| 10 september Vriendschappelijk № 493 «onderlinge duels» |                                | 23' John Eriksen |            | Zentralstadion, Leipzig Toeschouwers: 30.000 Scheidsrechter: Lajos Hartmann (HUN) |

|                                                         |            |                                |                |                                                                                      |
| 24 september Vriendschappelijk № 494 «onderlinge duels» | Denemarken | 0 – 2                          | West-Duitsland | Idrætsparken, Kopenhagen Toeschouwers: 36.000 Scheidsrechter: Erik Fredriksson (SWE) |
| 24 september Vriendschappelijk № 494 «onderlinge duels» |            | 24' Olaf Thon 44' Klaus Allofs |                | Idrætsparken, Kopenhagen Toeschouwers: 36.000 Scheidsrechter: Erik Fredriksson (SWE) |

|                                                     |                         |       |         |                                                                                     |
| 29 oktober EK-kwalificatie № 495 «onderlinge duels» | Denemarken              | 1 – 0 | Finland | Idrætsparken, Kopenhagen Toeschouwers: 40.300 Scheidsrechter: Thomas Donnelly (NIR) |
| 29 oktober EK-kwalificatie № 495 «onderlinge duels» | Jens Jørn Bertelsen 68' |       |         | Idrætsparken, Kopenhagen Toeschouwers: 40.300 Scheidsrechter: Thomas Donnelly (NIR) |

|                                                      |                   |       |            |                                                                                   |
| 12 november EK-kwalificatie № 496 «onderlinge duels» | Tsjecho-Slowakije | 0 – 0 | Denemarken | Tehelné pole, Bratislava Toeschouwers: 48.500 Scheidsrechter: Alexis Ponnet (BEL) |
| 12 november EK-kwalificatie № 496 «onderlinge duels» |                   |       |            | Tehelné pole, Bratislava Toeschouwers: 48.500 Scheidsrechter: Alexis Ponnet (BEL) |

## Statistieken
| Troels Rasmussen     | 1961-04-07 | Aarhus GF          | 7  | 0 | 0 |  |  |
| Ole Qvist            | 1950-02-25 | KB Kopenhagen      | 3  | 0 | 0 |  |  |
| Lars Høgh            | 1959-01-14 | Odense BK          | 2  | 0 | 0 |  |  |
| Verdediging          |            |                    |    |   |   |  |  |
| Morten Olsen         | 1949-08-14 | 1. FC Köln         | 11 | 0 | 0 |  |  |
| Søren Busk           | 1953-04-10 | AS Monaco          | 9  | 0 | 0 |  |  |
| Henrik Andersen      | 1965-05-07 | RSC Anderlecht     | 7  | 3 | 0 |  |  |
| John Sivebæk         | 1961-10-25 | Manchester United  | 7  | 2 | 0 |  |  |
| Ivan Nielsen         | 1956-10-09 | PSV Eindhoven      | 7  | 0 | 0 |  |  |
| Kent Nielsen         | 1961-12-28 | Brønshøj BK        | 4  | 0 | 0 |  |  |
| Lars Olsen           | 1961-02-02 | Brøndby IF         | 1  | 0 | 0 |  |  |
| Middenveld           |            |                    |    |   |   |  |  |
| Michael Laudrup      | 1964-06-15 | Juventus           | 10 | 0 | 1 |  |  |
| Søren Lerby          | 1958-02-01 | AS Monaco          | 10 | 0 | 1 |  |  |
| Klaus Berggreen      | 1958-02-03 | AS Roma            | 8  | 1 | 0 |  |  |
| Jens Jørn Bertelsen  | 1952-02-15 | FC Aarau           | 7  | 1 | 1 |  |  |
| Frank Arnesen        | 1956-09-30 | PSV Eindhoven      | 7  | 0 | 0 |  |  |
| Jesper Olsen         | 1961-03-20 | Manchester United  | 6  | 3 | 3 |  |  |
| Jan Mølby            | 1963-07-04 | Liverpool FC       | 6  | 3 | 0 |  |  |
| Jan Bartram          | 1962-03-06 | Aarhus GF          | 2  | 0 | 0 |  |  |
| Pierre Larsen        | 1959-01-22 | Grasshopper Zürich | 1  | 1 | 0 |  |  |
| John Lauridsen       | 1959-04-02 | Espanyol           | 1  | 1 | 0 |  |  |
| Per Frimann          | 1962-06-04 | RSC Anderlecht     | 0  | 3 | 0 |  |  |
| Morten Donnerup      | 1960-08-26 | Aarhus GF          | 0  | 1 | 0 |  |  |
| John Jensen          | 1965-05-03 | Brøndby IF         | 0  | 1 | 0 |  |  |
| Aanval               |            |                    |    |   |   |  |  |
| Preben Elkjær Larsen | 1957-09-11 | Hellas Verona      | 9  | 0 | 5 |  |  |
| Allan Simonsen       | 1952-12-15 | Vejle BK           | 3  | 1 | 0 |  |  |
| John Eriksen         | 1957-11-20 | Servette FC        | 2  | 4 | 2 |  |  |
| Michael Manniche     | 1959-07-17 | SL Benfica         | 1  | 0 | 0 |  |  |
| Claus Nielsen        | 1964-01-13 | Brøndby IF         | 1  | 0 | 0 |  |  |
| Flemming Christensen | 1958-04-10 | FC Aarau           | 0  | 2 | 1 |  |  |
| Lars Lunde           | 1964-03-21 | Bayern München     | 0  | 1 | 0 |  |  |
| Steen Thychosen      | 1958-09-22 | Lausanne Sports    | 0  | 1 | 0 |  |  |